# Robert Jean Antoine de Franquetot de Coigny
Robert Jean Antoine de Franquetot de Coigny (1652 – 10. august 1704) var en fransk general.
Han var søn af Jean Antoine de Franquetot, Comte de Franquetot, søn døde den 2. juli 1652 i slaget ved Faubourg Saint Antoine.
Hans ejendom ved Coigny blev ophøjet til et grevskab af  Kong Ludvig 14. som en anerkendelse af hans fars indsats. Comte de Coigny blev musketer i 1667. Han blev guvernør af Caen i 1680. Han blev udnævnt til generalløjtnant i Ludvig 14. arméer i 1693, og generaldirektør for kavaleriet i 1694. Han døde ved Kœnigsmacker i Alsace i august 1704.
Han blev begravet i kirken i Coigny.
Robert Jean Antoine havde giftet sig med Marie-Françoise de Matignon (3. august 1648 – 11. oktober 1719) den 5. oktober 1668. De fik tre børn: François, Henri og Madeleine. Han blev efterfulgt som Comte de Coigny af sin søn François de Franquetot de Coigny (1670–1759), som blev marskal af Frankrig.